# پیری سویری
پیری سویری (فنلاندی: Pyry Soiri؛ زادهٔ ۲۲ سپتامبر ۱۹۹۴) بازیکن فوتبال اهل فنلاند است.
از باشگاه‌هایی که در آن بازی کرده‌است می‌توان به باشگاه فوتبال اسبیرگ، باشگاه فوتبال میپا، باشگاه فوتبال آدمیرا واکر مودلینگ، و باشگاه فوتبال شاختیور سالیهورسک اشاره کرد.
وی همچنین در تیم‌های ملی فوتبال زیر ۲۱ سال فنلاند و فنلاند بازی کرده‌است.